# معهد الأمن الغذائي
معهد الأمن الغذائي هو هيئة مستقلة تابعة للحكومة الهندية تم تشكيلها من قبل هيئة الأغذية الهندية تحت إشراف وزارة الأغذية. ويعمل المعهد كمركز للمعلومات والتدريب وأنشطة البحوث المتعلقة بالأمن الغذائي في الهند. ومقرها في هيئة الأغذية الهندية في جورجاون بولاية هاريانا.

## التاريخ
أنشيء معهد الأمن الغذائي في عام 1971 تحت اسم معهد التدريب المركزي، كمركز التدريب المسؤول عن تدريب الموظفين من الفئتين الأولى والثانية، في حين أن معاهد التدريب الإقليمية الأربعة تتولى تدريب موظفي الفئة الثالثة. وفي عام 1997، أصبح له المبنى المستقل الخاص به. في عام 2004، تم توسيع سلطة المعهد وتم الاستغناء عن معاهد المنطقة، وأصبح تحت اسم معهد الأمن الغذائي، مما جعله مركزًا داخليًا لتدريب لمجموعة كبيرة من الموظفين.
تكمن مهمة المعهد في تدريب الموظفين من خلال الدورات القصيرة والطويلة الأجل من أجل تنمية مهاراتهم في الأمور المتعلقة بالأمن الغذائي والإدارة والحواسيب والعمليات العامة للمركز. وقد تم تصميم وحدات التدريب على شكل برامج تعريفية، وبرامج اختبار، وبرامج خدمية. على هذا النحو، يعتبر المعهد كجناح تنمية الموارد البشرية  كما يعتني بتدريب العاملين في المؤسسات الأخرى مثل هيئة المياه المركزية، ولجان المياه الحكومية، والاتحاد الوطني للتسويق الزراعي التعاوني في الهند، واتحاد ولاية هاريانا للتزويد التعاوني والتسويق المحدودة واتحاد ولاية هاريانا للمتاجر التعاونية بالجملة حسب الطلب، كما ينظم حلقات دراسية حول الأمن الغذائي.

## المهام
وقد تم تفويض المعهد ليكون مسؤولاً عن ما يلي:
اعتبار معهد الأمن الغذائي كمركز لتنمية الموارد البشرية في مؤسسة الأغذية في الهند مساعدًا لتلبية الاحتياجات التدريبية للمدراء التنفيذيين للمؤسسة.
وسيوفر التدريب لكل مسؤول تنفيذي حتى مستوى متقدم مرة واحدة على الأقل كل 3 سنوات لتعزيز المعرفة وتنمية المهارات.
وسيسعى المعهد إلى التحسين المستمر في وظيفته الخاصة من خلال إجراء تقييم مستمر لمعلماته القياسية للتدريب واتخاذ إجراءات تصحيحية ووقائية في الوقت المناسب.
وسوف يتولى المعهد مهام التدريب والاستشارات على أساس تجاري للعملاء الخارجيين بهدف زيادة توليد الدخل بنسبة 15٪ على الأقل كل عام والاعتماد على الذات في المستقبل البعيد عن طريق توفير البنية التحتية لشركات أخرى.
1. ↑  "Supplemental Information 4: Training samples in July 2016". dx.doi.org. مؤرشف من الأصل في 2019-12-13. اطلع عليه بتاريخ 2018-12-16.
2. ↑  Kumar Kotwal، Suman؛ Sharma، Atul؛ Koul، Varsha؛ Gupta، Rohan؛ Mahajan، Annil (2017). "Primary Hypothyroidism with Facial Paralysis: A Case Report". Indian Journal of Emergency Medicine. ج. 3 ع. 1: 164–166. DOI:10.21088/ijem.2395.311x.3117.29. ISSN:2395-311X. مؤرشف من الأصل في 2019-12-13.